# Znamia

Vue simplifiée face du miroir avec son cargo Progress.

Znamia (en russe : Знамя, « bannière » ou « drapeau » en français) est une série d'expériences russes développées dans les années 1990 et destinées à étudier la possibilité de renvoyer le rayonnement du Soleil  pour éclairer notamment les villes de l'Arctique russe plongées dans l'obscurité une grande partie de l'année. Pour réaliser cette étude des réflecteurs de taille  croissante devaient être placés en orbite. Un premier réflecteur de 20 mètres de diamètre, Znamia-2, est déployé brièvement avec succès en 1993. Mais une deuxième tentative en 1999 avec un réflecteur de 25 mètres échoue et le projet est arrêté.

## Znamia-2

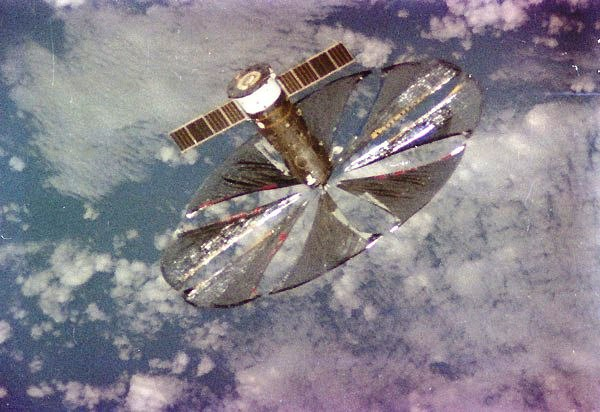
Znamia-2

Znamia-2 est un réflecteur d'un diamètre de 20 mètres développé à l'origine pour servir de voile solaire. Il a une masse de 5 kg et est réalisé à partir de feuilles d'aluminium. Il est embarqué à bord du vaisseau cargo M-15 (Progress) lancé depuis Baïkonour le 27 octobre 1992. Le 4 février 1993, le vaisseau cargo se détache de la station spatiale Mir qu'il a ravitaillée et s'en écarte d'environ 150 mètres. Le vaisseau se met en rotation pour permettre le déploiement par la force centrifuge du réflecteur qui était fixé en position repliée près du port d'amarrage. Le déploiement est un succès. L'orientation du cargo a été choisie pour que le réflecteur renvoie la lumière du Soleil vers le sud de l'Europe alors que celle-ci est plongée dans la nuit. Le réflecteur éclaire le sol dans un rayon large de 4 kilomètres. Le spot lumineux traverse l'Europe du Sud jusqu'en Russie occidentale à une vitesse de 8 kilomètres par seconde au rythme du déplacement du satellite. Les témoins qui ont pu observer le faisceau lumineux depuis le sol ont parlé de l'apparition d'un diamant scintillant. Le réflecteur est ensuite largué et son orbite se dégrade très rapidement si bien qu'au bout de quelques heures, il est détruit durant sa rentrée atmosphérique au-dessus du Canada,.

## Znamia-2.5
Znamia-2.5 est un réflecteur d'un diamètre de 25 mètres mis en orbite le 5 février 1999 par le vaisseau cargo  M-40. Contrairement à l'expérience précédente, les opérateurs devaient cette fois pouvoir contrôler l'orientation du faisceau lumineux permettant d'éclairer une même zone durant plusieurs minutes. L'expérience devait durer 12 heures et éclairer notamment deux villes aux États-Unis. Après avoir ravitaillé la station Mir, le vaisseau s'écarte de celle-ci de 400 mètres pour déployer le réflecteur. Mais une antenne du système de rendez-vous Kours n'ayant pas été rétractée, le réflecteur se coince dans celle-ci au moment de son déploiement. En tentant de rétracter l'antenne pour libérer le tissu, celui-ci se déchire et le centre de contrôle de mission russe doit annuler l'expérience et larguer Znamia-2.5 pour permettre au vaisseau cargo d'effectuer sa rentrée atmosphérique,.

## Znamia-3
Il était prévu de lancer Znamia-3, un réflecteur d'un diamètre de 60 à 70 mètres, mais cette expérience est abandonnée à la suite de l'échec de Znamia-2.5 et le projet est arrêté.